# 林厝寮
林厝寮，原寫為林厝藔，是臺灣雲林縣四湖鄉的一個傳統地域名稱，位於該鄉西北端。相較於今日行政區，其範圍大致包括林厝村、林東村不含南部凸出部分的東南端、溪尾村西北部、崙北村東北部。

## 歷史
臺灣日治初期，林厝寮地區為一（舊制）街庄，稱為「林厝藔庄」，隸屬於尖山堡。該庄東北隔舊虎尾溪與海口厝庄、溪頂庄為界，東南與溪尾庄為鄰，南邊東段為飛沙庄，南邊西段及西南邊為三條崙庄，西北邊臨臺灣海峽。
1901年（日治明治三十四年）11月，全臺廢縣廳改設二十廳，該庄隸屬於斗六廳。1903年（明治三十六年）6月，該庄編入「下崙區」，隸屬於斗六廳。1909年（明治四十二年）10月，合併二十廳為十二廳，下崙區改隸屬於嘉義廳。1920年（大正九年），全臺地方制度大改正，廢十二廳改設五州二廳，該庄改制並雅化為「林厝寮」大字，隸屬於臺南州北港郡四湖庄（新制街庄）。
戰後四湖庄改制為四湖鄉，隸屬於臺南縣，大字亦改制為村。1950年10月，雲、嘉、南分治，四湖鄉改隸屬雲林縣。

## 聚落
本地區發展較早的聚落為林厝藔，在日治期初期的官方地圖上已有記載。

## 交通
省道台17線又稱「西部濱海公路」，是臺中市清水區甲南至屏東縣枋寮鄉水底寮的幹道，經過本地區林厝寮聚落。由該道路向北北東可前往臺西鄉、東勢鄉西北端、麥寮鄉、彰化縣大城鄉等地；向南南西可前往口湖鄉、嘉義縣東石鄉、布袋鎮、臺南市北門區等地。
省道台61線又稱「西部濱海快速公路」，目前通車路段北起新北市八里區臺北港，南至臺南市七股區九塊厝，以高架道路型式經過本地區中西部，並在本地區西北部與省道台78線（東西向快速公路－台西古坑線）起點交會處設有系統交流道。本地區往北可經由省道台17線、台西交流道、台78線、系統交流道進入台61線，往南可經由省道台17線、四湖交流道進入台61線，由此等可快速前往台灣西部沿海各地。
省道台78線又稱「東西向快速公路－台西古坑線」，其西側端點位於本地區西北部的省道台61線（西部濱海快速公路）系統交流道，由此向東南東以高架道路型式經過本地區西北部凸出部分的東半部。本地區可經由省道台17線、台西交流道進入台78線，由此向東可快速前往東勢鄉、元長鄉、土庫鎮、虎尾鎮、國道1號雲林系統交流道、大埤鄉/斗南鎮交界地帶、斗六市、古坑鄉，並止於國道3號古坑系統交流道。
鄉道雲122-1線是海口橋至丘厝的道路，經過本地區西北部及北部邊界地帶（舊虎尾溪南岸堤防外側）。由該道路在本地區西北側端點向東南東溪頂地區北部，並止於省道台17線路口（海口橋南南西方約400公尺處）；由東南側端點向東南東轉東南可前往溪尾地區北端、丘厝，並止於鄉道雲122線路口。
鄉道雲128線是林厝寮至頂湖的道路，其西側端點（起點）位於本地區林厝寮聚落的省道台17線路口。由此向東北轉東南蜿蜒而行，可前往溪尾、羊稠厝地區東部，並止於該地區頂湖聚落的縣道155號路口。
鄉道雲129線是林厝寮至下崙的道路，其北側端點（起點）位於本地區林厝寮聚落的省道台17線路口。由此向西南可前往三條崙、下崙，並止於省道台17線路口。
鄉道雲129-1線是溪子崙至三條崙的道路，其北側端點（起點）位於本地區西南部的鄉道雲129線路口（高架道路下西南方約250公尺處，三條崙地區溪子崙聚落東郊）。由此向西北西轉北再轉西北西再轉南南西，經溪子崙聚落後可前往三條崙，並止於三條崙聚落東北側的鄉道雲129線路口。
鄉道雲134線是三條崙至溪尾的道路，經過本地區南端。由該道路向西南西可前往三條崙，並止於縣道160號路口，向東微北可前往飛沙地區北端、溪尾地區西部，並止於新溪尾聚落的鄉道雲128線路口。

## 學校
- 林厝國小

## 公務機構
- 林厝派出所
- 林厝寮安檢所
- 林厝寮林務所
- 林業試驗所四湖工作站